# Ошват, Юлия
Юлия Ошват (венг. Júlia Osváth; 15 февраля 1908, Будапешт, Австро-Венгрия — 20 августа 1994. Будапешт, Венгрия) — венгерская оперная певица (сопрано). Заслуженная артистка Венгрии (1950). Народная артистка Венгерской Народной Республики (1953). Лауреат государственной премии им. Кошута (1949). Лауреат Димитровской премии (1948)

## Биография
С девяти лет начала учиться игре на фортепиано. Училась вокалу в музыкальной академии в Будапеште. Пела в хоре.
С 1935 года — солистка театра «Операхаз» (Будапешт). Выступала, главным образом, в итальянском и немецком оперном репертуаре.
В начале своей карьеры исполняла в основном партии лирического колоратурного сопрано, позже — драматические сопрано в операх Верди и Вагнера.
Особый успех имела в произведениях Моцарта: Памина («Волшебная флейта»), Донна Анна («Дон Жуан»), Графиня («Свадьба Фигаро»), Констанца («Похищение из сераля»), Фьордилиджи («Так поступают все»).
Создала яркий образ Мелинды в национальной опере «Бан Банк» Ференца Эркеля.
Гастролировала в СССР (1949,1959).
Похоронена на кладбище Фаркашрети.

## Награды
- Орден Трудового Красного Знамени (ВНР) (1958)
- Орден Заслуг (Венгрия) (1994)
- Димитровская премия (1948)
- Премия имени Кошута (1959)
- Заслуженная артистка Венгрии (1950)
- Народная артистка Венгерской Народной Республики (1953)